# Neptis hylas
Espèce
Neptis hylas est une espèce de lépidoptères (papillons) de la famille des Nymphalidae et de la sous-famille des Limenitidinae.
On la trouve en Asie du Sud et du Sud-Est.
Ce papillon a un vol plané caractéristique avec des petits battements d'ailes, ses ailes restant presque à l'horizontale en vol.[réf. souhaitée]

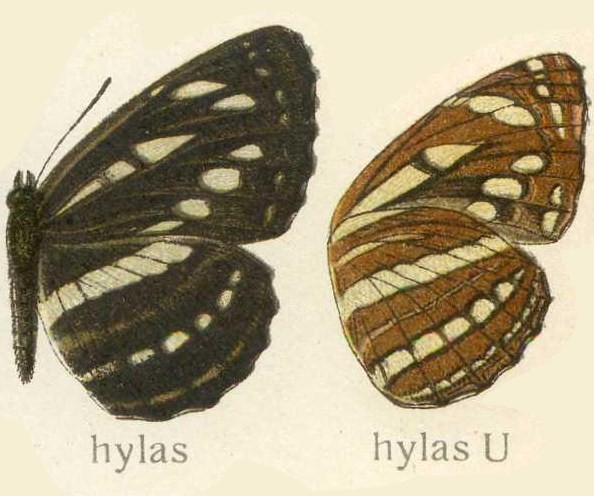
Illustration de Seitz (dessous à droite).
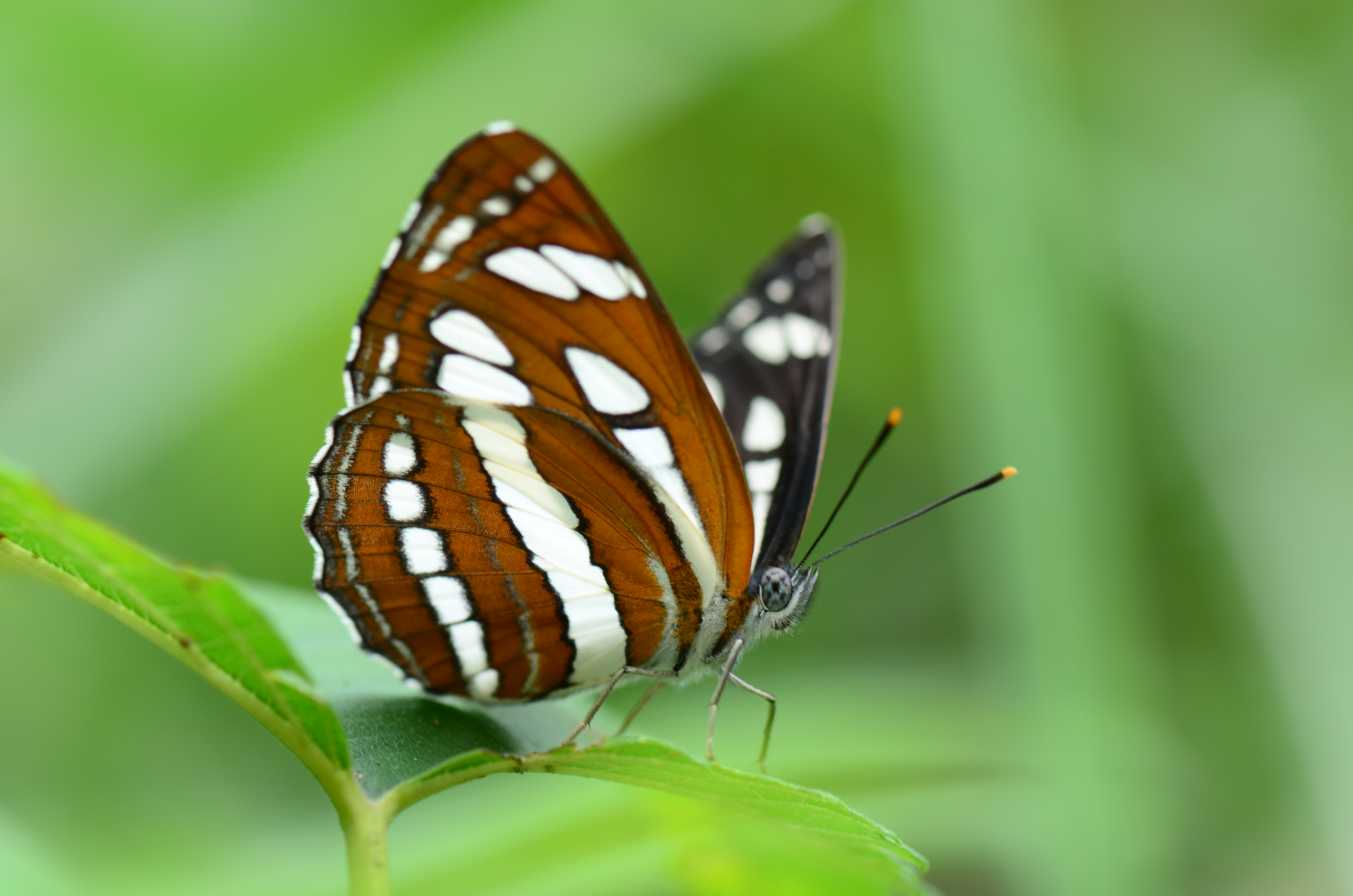
Vue du revers des ailes.